# ديف سويفت
ديف سويفت (بالإنجليزية: Dave Swift)‏ هو عازف الباس المزدوج بريطاني، ولد في 11 يناير 1964 في ولفرهامبتن في المملكة المتحدة.

## وصلات خارجية
- ديف سويفت على موقع ميوزك برينز (الإنجليزية)